# يوجين مكابي
يوجين مكابي (بالإنجليزية: Eugene McCabe)‏ (1930، غلاسكو في المملكة المتحدة)؛ كاتب وروائي بريطاني. اسكتلندي المولد، وكاتب قصة قصيرة، وكاتب مسرحي، وكاتب سيناريو تلفزيوني. وقال جون بانفيل إن مكابي كان «في المرتبة الأولى من الروائيين الأيرلنديين المعاصرين
ولد مكابي لمهاجرين أيرلنديين في غلاسكو، اسكتلندا، وانتقل مع عائلته إلى أيرلندا في أوائل عقد الأربعينيات. كان يعيش في مزرعة بالقرب من جسر لاكي، خارج مقاطعة موناغان. على الجانب الآخر من الحدود من فيرماناغ.
تسببت مسرحيته ملك القلعة في فضيحة بسيطة عندما عُرضت لأول مرة في عام 1964، واحتجت عليها رابطة الآداب. كتب مكابي ثلاثية مسرحياته التليفازية الحائزة على الجوائز، والتي تتكون من السرطان والتراث والحصار، لأنه شعر أنه يتعين عليه الإدلاء ببيان حول الاضطرابات. أما روايته "الموت والعندليب" عام 1992 فقد أشاد بها الكاتب الأيرلندي كولم توبين باعتبارها "واحدة من أعظم الروائع الأيرلندية في القرن" و"كلاسيكية عصرنا" من قبل تقييمات كيركوس.
دافع عن زميله الروائي ديرموت هيلي، الذي تمت مراجعته بشكل سلبي من قبل إيلين باترسبي في The Irish Times في عام 2011، مستخدمًا عبارات القدح جويس "القرف والبصل"، مما أثار الجدل في المجتمع الأدبي الأيرلندي.
أشار فينتان أوتول إلى أن العيش في موناغان، على الجانب الآخر من الحدود من فيرماناغ، كان بمثابة مصدر إلهام لكتابات مكابي، ووصفه بأنه "الحائز العظيم على ... اللاتحديد، حيث رسم نتائجه المأساوية الحتمية بينما يتمسك بطريقة ما بفكرة أنه قد يحدث يومًا ما". تصبح نعمة."

## عائلته
أنجب من زوجته مارجوت، أولاده الأربعة روث وماركوس وباتريك وستيفن، ولهُ ثلاثة عشر حفيدًا.

## وفاته
توفي يوجين مكابي في 27 أغسطس 2020، عن عمر يناهز 90 عامًا.